# Puskás Sándor
Puskás Sándor (Kolozsvár, 1928. június 18. – 2020. május 31.) erdélyi magyar szobrászművész. Névváltozat: Kolozsvári Puskás Sándor.

## Életútja
Középiskolai tanulmányait szülővárosa Piarista Főgimnáziumában kezdte és a Református Kollégiumban végezte (1947), ugyanitt a Magyar Művészeti Intézet hallgatója volt, majd annak felszámolása után a Ion Andreescu Képzőművészeti Főiskolán szerzett diplomát szobrászati szakon (1953). Szabadfoglalkozású művész. Érdeklődési területe a néprajz, kerámia, ötvösművészet. A Romániai Képzőművészek Szövetségének tagja volt. 1957-ben megkapta a moszkvai Világifjúsági Találkozó díját, 1968-ban a román Kulturális Érdemrenddel tüntették ki. Műterme Marosvásárhelyen volt.

## Munkássága
Népi, irodalmi és történelmi ihletettségű térszobrai közül kiemelkedik Delly Ferenc és Tyukodi Antal síremléke a Házsongárdi temetőben, a Leány kannával a kolozsvári Botanikus Kertben, a Fiatalok Mamaia fürdőtelepen, a marosvásárhelyi Tavasz, Csíkszeredában a gyermekkórház előtt a Gyermekét védő anya, a Csángó asszony Brassó megyében Magurán. Márványba örökítette Bartók Bélát, terrakotta Bethlen Gábor-szobra a szárhegyi művésztelepre, a Petőfi és Arany találkozása a nagyszalontai Arany János Múzeumba került. Horváth István-síremléke (bronz és kő, 1984) a magyarózdi temetőben van. Megyei és országos kiállításokon szerepel szobraival, kiállított Velencében, Varsóban, Moszkvában, Kairóban, Szófiában, Damaszkuszban, Párizsban; 1996-ban részt vett az erdélyi művészek budapesti kiállításán.
1972-ben a Román Televízió magyar adásához fehér-fekete, 1978-ban a Sahia filmstúdióban színes portréfilmet készítettek róla és munkáiról.
Díszlettervezéssel is kísérletezett, Asztalos István A fekete macska című darabját egy Harag György-bemutató alkalmából dekorálta.